# نیروی دریایی آب‌های آبی

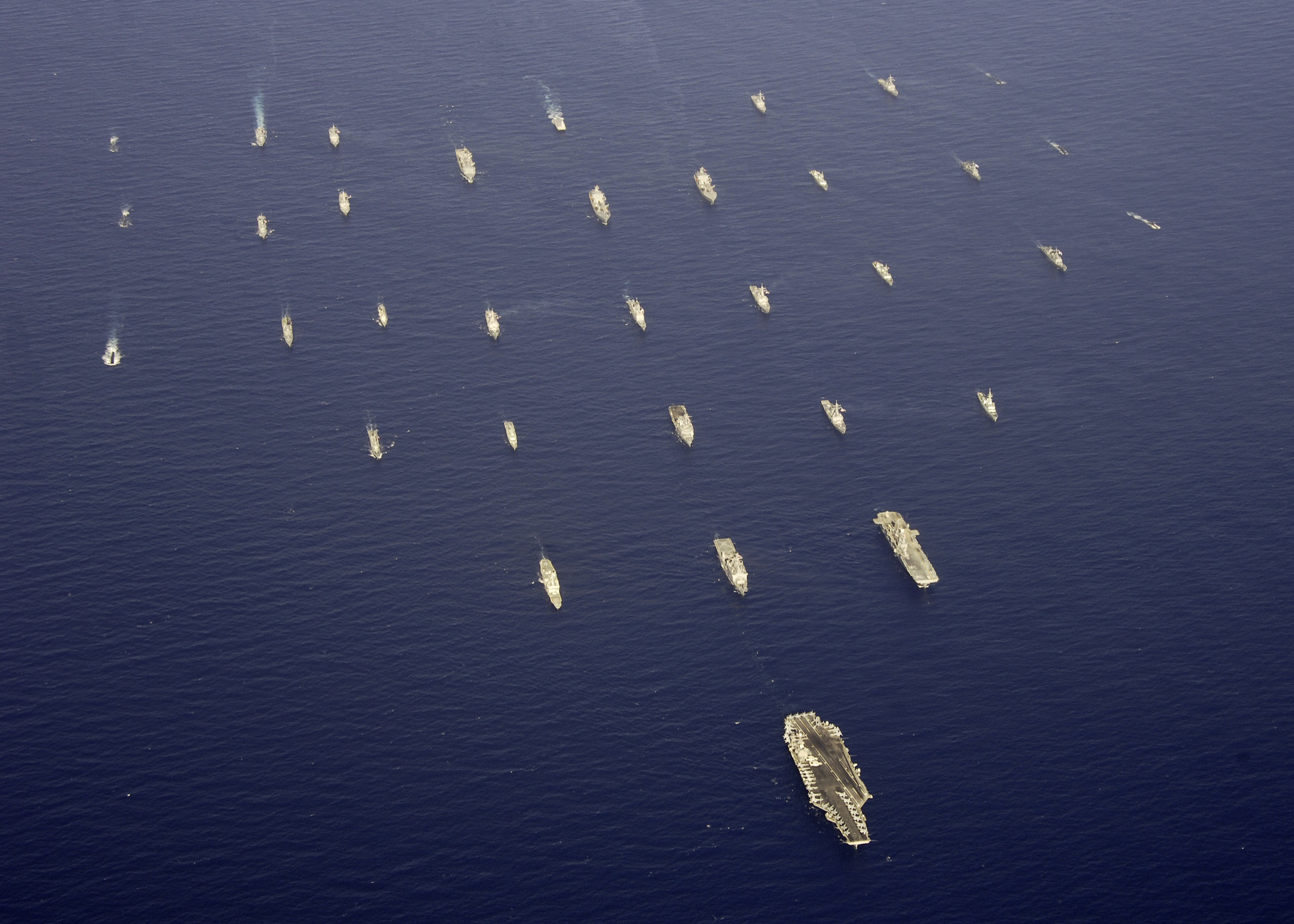
یواس‌اس آبراهام لینکلن گروهی از کشتی‌ها از هشت کشور را در خلال تمرین ریمپک سال ۲۰۰۶ رهبری می‌کند.

نیروی دریایی آب‌های آبی یک نیروی دریایی است که از توان عملیات در آب‌های عمیق اقیانوس‌های آزاد برخوردار است. این اصطلاح بیشتر در انگلستان برای بیان توانایی نظامی دریایی مورد استفاده قرار می‌گیرد. گرچه تعاریف متعددی از چنین نیروی دریایی ارائه شده‌است، اما به‌طور کلی با توانایی کنترل بر مناطق وسیعی از دریا در ارتباط است.
اصطلاح «نیروی دریایی آب‌های آبی» یک اصطلاح جغرافیای دریایی است که در برابر «نیروی دریایی آب‌های قهوه‌ای» و «نیروی دریایی آب‌های سبز» قرار می‌گیرد.
خدمت امنیت دفاعی ایالات متحده، نیروی دریایی آب‌های آبی را چنین تعریف می‌کند: «یک نیروی دریایی که از توان عملیاتی در آب‌های عمیق اقیانوس‌های آزاد برخوردار است. نیروی دریایی آب‌های آبی به یک کشور امکان انجام یک پروژهٔ نظامی در فراتر از مرزهای خود را می‌دهد و معمولاً دارای یک یا چند ناو هواپیمابر است. نیروی‌های دریایی آب‌های آبی کوچک‌تر از توان عملیاتی کمتر و در مدت زمان محدودتری برخوردارند.»